# Mar das Baleares

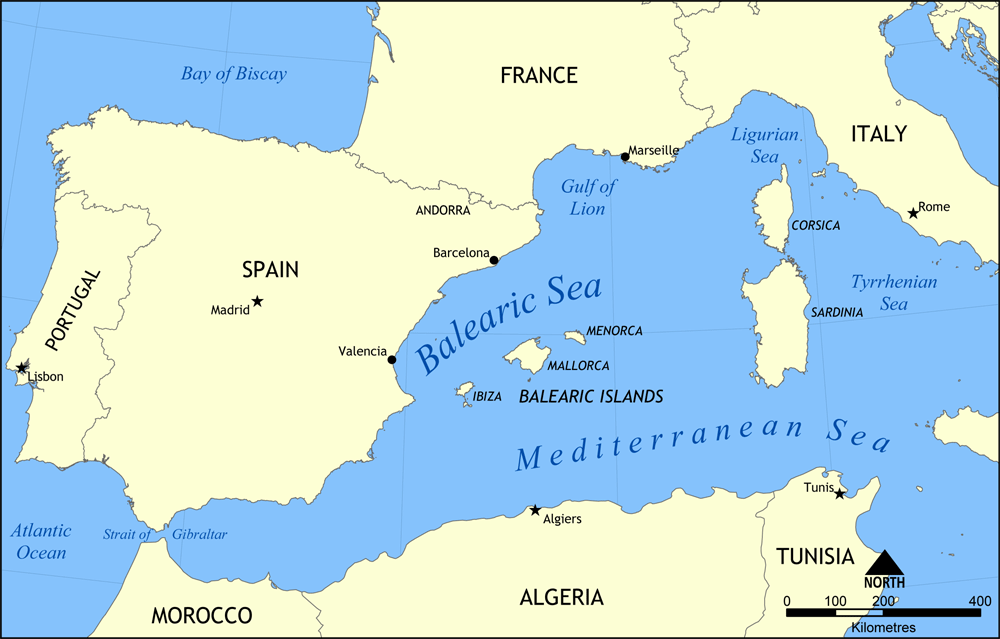
Localização do Mar das Baleares.

O Mar das Baleares é um mar do Mediterrâneo, entre a costa oriental espanhola e as Ilhas Baleares. O rio Ebro desagua neste mar.